# (72582) 2001 EH27
(72582) 2001 EH27 – planetoida z pasa głównego asteroid okrążająca Słońce w ciągu 5,51 lat w średniej odległości 3,12 j.a. Odkryta 15 marca 2001 roku.